# Brasão de Pau dos Ferros
O brasão de Pau dos Ferros é um dos três símbolos oficiais de Pau dos Ferros, município no estado do Rio Grande do Norte, Brasil. Os outros símbolos municipais são o bandeira e o hino.

## Descrição
O símbolo é formado por um escudo branco, onde, em seu interior, está representado o Obelisco de Pau dos Ferros e uma árvore de oiticica, às margens do Rio Apodi. As laterais são adornadas por ramos de algodão, uma das principais economias agrícolas na cidade de Pau dos Ferros desde antigamente.